# ويليام دي. كيلي
ويليام دي. كيلي هو محامي وقاضي وسياسي أمريكي، ولد في 12 أبريل 1814 في فيلادلفيا في الولايات المتحدة، وتوفي في 9 يناير 1890 في واشنطن العاصمة في الولايات المتحدة. نشط حزبياً في الحزب الديمقراطي والحزب الجمهوري. وقد انتخب عضو مجلس النواب الأمريكي ‏.

## وصلات خارجية
- ويليام دي. كيلي على موقع إن إن دي بي (الإنجليزية)